# Aiace (Sofocle)
Aiace (in greco antico: Αἴας?, Áias) è una tragedia di Sofocle. Non ci sono dati certi sulla sua prima rappresentazione, ma si ritiene che sia avvenuta intorno al 445 a.C.

## Trama
Achille è morto, sicché Agamennone e Menelao, capi dell'esercito greco, affidano le armi del defunto eroe a Odisseo. Qualcuno però non è d'accordo: in quanto amico di Achille, Aiace Telamonio, re di Salamina, è convinto che gli spettino di diritto, anche perché è il più simile al defunto Achille in forza e valore combattivo di tutto il restante esercito greco. Il dramma si apre con la collera di quest'ultimo, accecato da Atena. Credendo di infierire sui suoi compagni, Aiace massacra i buoi e i montoni degli Achei.
La dea esorta Odisseo ad approfittare della situazione per consumare la sua vendetta, ma Odisseo rifiuta, non volendo infierire, e approfittandone per dar voce al pensiero sofocleo riguardo alla condizione dell'uomo e alla sua sorte effimera.
Tornato in sé, e pieno di vergogna, Aiace decide di riscattare il suo onore e la reputazione, la τιμή (tīmé, l'onore e il rispetto su cui verteva l'istituto sociale della cosiddetta "società di vergogna", tipico delle istituzioni umane più arcaiche) della sua famiglia con il suicidio, che gli avrebbe garantito il κλέος (kléos, la gloria imperitura dopo la morte). Tecmessa, la sua compagna, tenta di dissuaderlo. L'eroe finge di acconsentire e si ritira in un bosco presso la riva del mare.
Teucro, fratello di Aiace, lontano dall'accampamento per una missione di guerra, tenta di impedire la sua morte: ha saputo da un oracolo che se il fratello fosse rimasto chiuso nella sua casa sarebbe scampato alla collera degli dei.
Tuttavia il messaggero da lui inviato arriva troppo tardi: Aiace, in solitudine, si dà la morte con la spada di Ettore, che il troiano gli aveva dato in dono dopo il loro duello narrato nell'Iliade, Libro VII, e interrotto dal calare della sera.
Il dramma si chiude con la scoperta di Aiace morto e la disputa tra Teucro, Menelao e Agamennone. Il re atride rifiuta che gli venga data sepoltura; Teucro al contrario vuole onorare il fratello. Determinante è l'intervento di Odisseo: nonostante la disputa avuta con Aiace, consiglia Agamennone di lasciare che Teucro renda l'ultimo omaggio al defunto.

## Commento

### Temi dell'opera

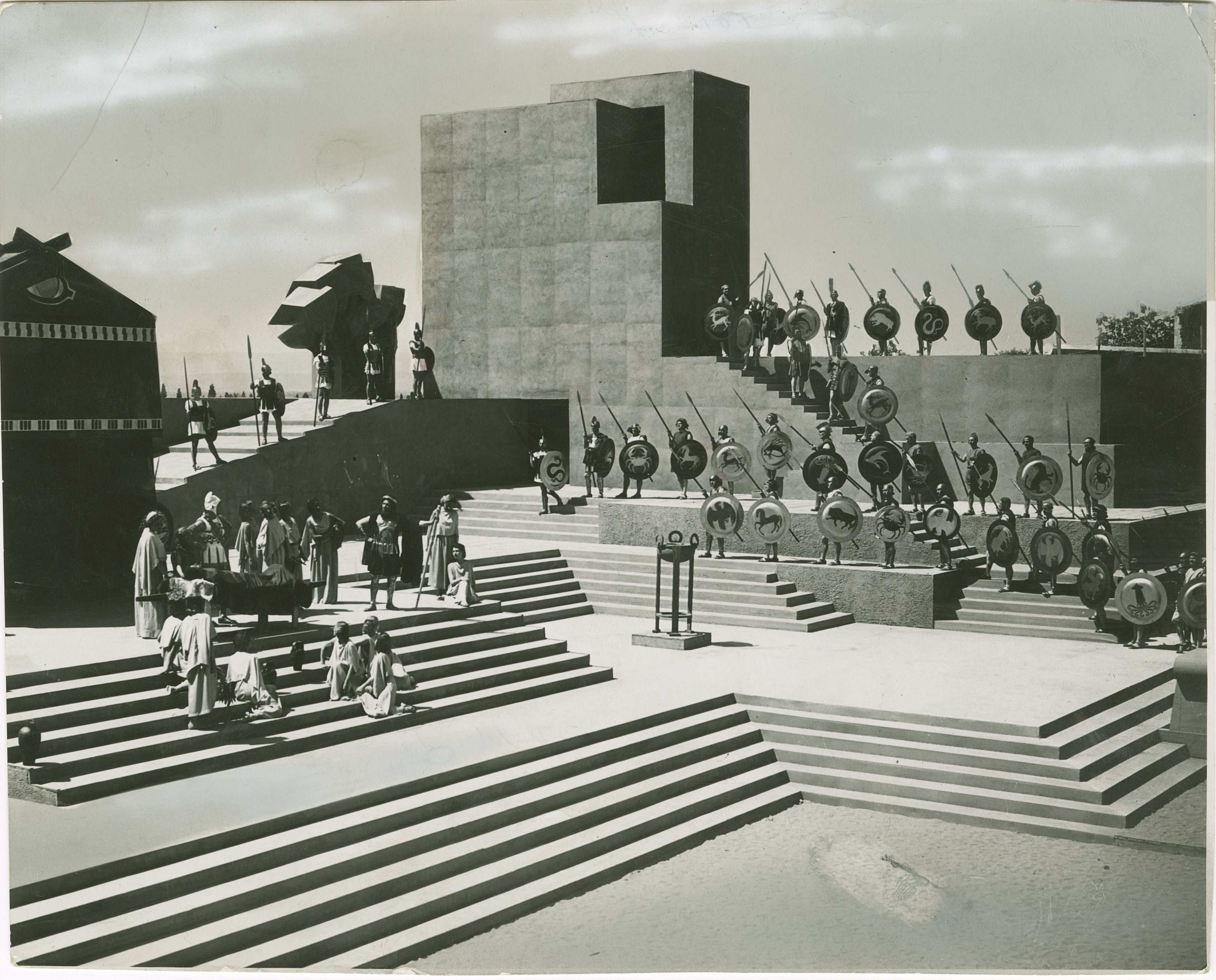
L'opera rappresentata al teatro greco di Siracusa (1939)

La tragedia in Sofocle è legata ai moti dell'animo umano, alla spiegazione del dolore psicologico che si concretizza nelle azioni tragiche. Ogni azione porta l'eroe a compiere il proprio destino, realizzando in questo modo se stesso, nella propria natura eroica. La tragicità è nel conflitto interiore, tra l'ideale di eroe e l'impossibilità di realizzarlo. La rovina di Aiace Telamonio non è determinata da una costrizione, ma dalla presa di coscienza di un limite inaccettabile. Egli non è più parte del mondo in cui vive: il suo modello appartiene al passato, e questo determina la sua solitudine, anche nella morte. Sofocle mette in scena l'impotenza dell'uomo di fronte ai cambiamenti profondi del suo mondo, esaltando nello stesso tempo la possibilità di un rifiuto tanto radicale e denso di conseguenze come quello che Aiace compie uccidendosi.
Libertà e necessità sono le due polarità tra cui si muovono i personaggi della tragedia.
Nella tragedia si consuma il confronto tra le costrizioni imposte dall'esterno e la volontà di autodeterminazione del singolo. L'ignoto, il destino, le variabili incomprensibili che determinano la sorte dell'uomo sono rappresentate dalle divinità, capricciose e imprevedibili.
Vale la pena sottolineare come, a differenza del tragediografo (quasi) coevo Eschilo, Sofocle non creda nei concetti di ereditarietà e coazione della colpa: ciascun individuo subisce le conseguenze dirette delle proprie azioni, compiute sotto la spinta di una forza maggiore (l'anànke, la necessità) ma con piena coscienza -e quindi piena colpevolezza, nel caso di azioni scellerate-. Nel caso di Aiace, il "delitto" materiale (la strage di armenti) assume un carattere ambiguo: il guerriero è sì annebbiato da Atena, ma nella sua follia crede di sterminare gli Achei e gode dello strazio che si illude di provocare, rendendosi comunque colpevole. La figura di Teucro ha inoltre indotto gli studiosi a catalogare l'Aiace (come anche l'Antigone e Le Trachinie) tra le cosiddette tragedie a dittico, caratterizzate dalla presenza di una doppia figura tragica: qui, la coppia è Aiace-Teucro, negli altri due casi le coppie sono Antigone-Creonte ed Eracle-Deianira.
Sofocle esprime un radicale pessimismo sulla condizione umana, di fronte alla quale assumono una valenza liberatoria le azioni dei suoi eroi, infelici e incapaci di mediazione. L'infelicità non assume un significato problematico, ma viene rappresentata come inevitabile. L'argomento poetico è piuttosto il percorso interno all'animo umano, le conseguenze dell'attrito tra la realtà e l'ideale mitico. Ciò che rimane all'uomo, la sua unica libertà, è la sua resistenza, la sua determinazione a ridiventare padrone del proprio destino nell'unico modo possibile: il gesto tragico.

### Personaggi

#### Aiace
Il personaggio di Aiace giganteggia all'interno della tragedia in virtù e onore, sebbene vada incontro alla pazzia, infusagli da Atena. A lui, come poi ad Antigone, protagonista dell'omonima tragedia sofoclea (l'Antigone), è indirizzata la massima latina vir solus cum mala sorte compositus, ovvero "un uomo (o, come nel caso di Antigone, una donna) solo/a accompagnato/a dalla cattiva sorte"; infatti il protagonista alla fine della vicenda va sempre incontro alla morte. In questa, come in altre tragedie sofoclee, il protagonista in un momento decisivo della vicenda si trova innanzi a un bivio, ovvero a due decisioni diametralmente opposte, di cui una generalmente eroica (che viene ovviamente prediletta dall'eroe, ma che lo porta poi ad una brutta fine) e l'altra (propugnata da un personaggio molto vicino al protagonista che in genere tenta di dissuadere dal compiere la sua scelta) conforme al modo comune di pensare della gente; in questo caso le due scelte cui si trova di fronte Aiace sono quella eroica del suicidio e quella non eroica di non suicidarsi per riottenere la τιμή, avanzata dalla compagna Tecmessa.
Aiace, nella sua estrema solitudine, rappresenta il vero eroe omerico nell'Iliade, fedele alle leggi arcaiche dell'onore, superiore ad ogni compromesso. Non può e soprattutto non vuole piegarsi, e la coerenza che lo muove nelle sue azioni è inflessibile, anche a costo di annientarsi. Atteggiamento riscontrato poi anche in Livio Andronico, in particolare nell'Ulisse "romanizzato" nell'Odusìa, a cui, ad esempio, invece di "sciogliersi le ginocchia e il cuore" (traduzione del verso 5, 297 dell'Odissea), "si gela il cuore" (traduzione del frammento del libro V dell'Odusìa): in entrambi i casi, l'eroe di turno si spezza ma non si piega.

#### Odisseo
Odisseo, eroe più moderno e incline al cambiamento, ha uno spiccato senso di giustizia, che lo porta ad agire coraggiosamente, e allo stesso tempo in modo ponderato e intelligente, anche quando questo vuol dire mettersi contro i suoi superiori (Agamennone) o persino contro gli dei. Atena per vendetta ha scelto di umiliare Aiace, ma Odisseo comprende come la disgrazia di costui possa essere comune a tutti gli uomini. Odisseo è versatile: ha la capacità di adeguarsi alle situazioni con intelligenza.

#### Teucro
Infine, il personaggio di Teucro è fondamentale per la realizzazione eroica di Aiace: il fratello dell'eroe riesce, grazie anche all'aiuto di Odisseo, ad ottenere una degna sepoltura per Aiace, la cui colpa viene così cancellata da Agamennone e Menelao (tra gli altri), gli stessi che avevano scatenato appunto la logorante invidia dell'eroe e la sua sete di vendetta, e di conseguenza il suo folle gesto.